# Sony Ericsson P990i
Sony Ericsson P990i — четырёхдиапазонный смартфон фирмы Sony Ericsson, представленный в августе 2006 года. До появления Sony Ericsson P1 считался флагманской моделью серии Р. Снят с производства.

## Описание
Аппарат является преемником Sony Ericsson P910 и работает на UIQ 3.0 основанной на Symbian OS 9.1. P990 имеет обычую цифровую клавиатуру которая расположена на флипе и QWERTY клавиатуру под флипом на самом телефоне. Флип можно было снимать и устанавливать с помощью обычной отвёртки. Телефон работает в сетях UMTS (3G) имеет поддержку видео звонков через переднюю VGA камеру, может работать в трёх диапазонах GSM: GSM 900, GSM 1800 и GSM 1900. Аппарат оснащён сенсорным дисплеем сделанным по технологии QVGA имеющим разрешение 240х320 (при закрытом флипе 240х256) и может отображать 262114 цветов (18-разрядная глубина цвета). Экран имеет металлическую окантовку сделанную для того чтобы флип при закрытии не разбивал пластик вокруг дисплея как это было на предыдущих моделях. Диагональ дисплея составляет 2.76 дюйма, что меньше чем у предыдущей модели (P910 — 2.8), но в ширину экран стал немного больше. Из-за увеличения количества пикселей картинка стала более читаемой и яркой. Аппарат оснащен 2 мегапиксельной камерой с автофокусом и механической шторкой, а также FM/RDS радио. P990 работает на процессоре Philips Nexperia PNX4008 ARM9 208 МГц. Аппарат умеет работать с сетью Интернет при помощи GPRS и Wi-Fi.
В аппарате было полностью изменено фирменное колёсико JogDial. Из пятипозиционного оно превратилось в трёхпозиционное, что вызвало отторжение аппарата у людей, использовавших P910 и более старые модели, тем не менее у новых пользователей JogDial вызывал положительные ощущения. JogDial предназначается для прокручивания разнообразных списков и выбора определённого пункта нажатием на колёсико. На более старых моделях P серии колёсиком можно было открывать контекстное меню и возвращаться назад. Для компенсации на боковую поверхность прямо под JogDial была добавлена кнопка назад.
Последняя прошивка для аппарата: R6E28 Generic World 1 и Generic World 2. С этой прошивкой аппарат стал более стабилен, увеличилась его скорость работы.

## Проблемы аппарата
- В аппарате была применена новая платформа UIQ 3.0, которая была совершенно несовместима с предыдущими платформами UIQ, что потребовало написания абсолютно новых программ для P990. В итоге количество софта, подходящего для аппарата, оказалось крайне малым.
- Основной проблемой аппарата является количество оперативной памяти (RAM) 64 мегабайта. Из них 48 МБ постоянно использовались для работы OC и только 16 МБ были доступны пользователю. Это привело к сравнительно медленной работе аппарата и достаточно частым сбоям и перезагрузкам. В более поздних прошивках OC была немного оптимизирована и требовала для себя меньше памяти, что существенно улучшило работу аппарата.

## Характеристики
| Общие характеристики                 | Общие характеристики |
| ------------------------------------ | --- |
| Диапазоны частот                     | GSM 900, GSM 1800, GSM 1900, WCDMA |
| Смартфон                             | да |
| Платформа                            | Symbian 9.1 |
| Тип корпуса                          | с откидной крышкой |
| QWERTY-клавиатура                    | есть |
| Конструкция                          | джойстик |
| Антенна                              | встроенная |
| Вес                                  | 155 г |
| Размеры                              | 114x57x20 мм |
| Звонки                               | |
| Тип мелодий                          | полифонические, MP3-мелодии |
| Виброзвонок                          | есть |
| Редактор мелодий                     | есть (SE MusicDJ) |
| Связь                                | |
| Интерфейсы                           | IRDA, USB, Wi-Fi, Bluetooth |
| Доступ в интернет                    | WAP 2.0, GPRS, HSCSD, POP/SMTP-клиент |
| Браузер                              | Opera, HTML, JavaScript, WML |
| Модем                                | есть |
| Синхронизация с компьютером          | есть |
| Сообщения                            | |
| Дополнительные функции SMS           | ввод текста со словарём, шаблоны сообщений |
| MMS                                  | есть |
| Другие функции                       | |
| Громкая связь(встроенный динамик)    | есть |
| Управление                           | голосовой набор, голосовое управление |
| Автодозвон                           | есть |
| Режимы кодирования звука HR, FR, EFR | есть |
| Дополнительная информация            | |
| Особенности                          | Symbian OS 9.1; видеозвонок; режим полёта (отключаются все радиопередатчики и радиоприёмники, позволяя оставлять активными некоторые функции вашего телефона в самолётах и. т. п. местах); |
| Экран                                | |
| Тип экрана                           | цветной TFT экран, 262144 цветов, сенсорный |
| Размер изображения                   | 240x320 пикс. |
| Русификация                          | есть |
| Мультимедийные возможности           | |
| Встроенная фотокамера                | есть (2 млн пикс.), автофокус, вспышка |
| Запись видеороликов                  | есть |
| Аудио                                | FM-радиоприёмник, MP3-проигрыватель |
| Игры                                 | есть |
| Java-приложения                      | есть |
| Объём встроенной памяти              | 60 МБ(Всего 80, но 20МБ изначально используются системой) |
| Тип карты памяти                     | Memory Stick Pro Duo |
| Питание                              | |
| Тип аккумулятора                     | Li-Ion |
| Ёмкость аккумулятора                 | 1120 мАч |
| Время разговора                      | 9:00 ч: мин |
| Время ожидания                       | 400:00 ч: мин |
| Записная книжка и органайзер         | |
| Прямой (flash) набор                 | 8 номеров |
| Органайзер                           | будильник, калькулятор, планировщик задач |
| Характеристики смартфона             | |
| Операционная система                 | Symbian OS v9.1, UIQ 3.0. |

## Похожие модели
- Sony Ericsson M600
- Sony Ericsson W950
- Sony Ericsson P1